# Carabella
Carabella Chickering, 1946 è un genere di ragni appartenente alla famiglia Salticidae.

## Distribuzione
Le due specie note di questo genere sono diffuse a Panama.

## Tassonomia
A maggio 2010, si compone di due specie:
- Carabella banksi Chickering, 1946[2] — Panama
- Carabella insignis (Banks, 1929) — Panama